# إيفان تشوفيتش
إيفان تشوفيتش هو لاعب كرة قدم كرواتي في مركز حراسة المرمى، ولد في 17 سبتمبر 1990 في زغرب في كرواتيا. لعب مع إنتر زابرشيتش.

## وصلات خارجية
- إيفان تشوفيتش على موقع اتحاد كرواتيا (الكرواتية)
- إيفان تشوفيتش على موقع قاعدة بيانات كرة القدم.إي يو (الإنجليزية)
- إيفان تشوفيتش على موقع Soccerway.com (الإنجليزية)
- إيفان تشوفيتش على موقع عالم كرة القدم.نت (الإنجليزية)